# Michael Wolfs
Michael Wolfs (conocido como Mike Wolfs; Mississauga, 2 de septiembre de 1970) es un deportista canadiense que compitió en vela en la clase Star. Participó en los Juegos Olímpicos de Atenas 2004, obteniendo una medalla de plata en la clase Star (junto con Ross MacDonald).

## Palmarés internacional
| \| Juegos Olímpicos \| Juegos Olímpicos \| Juegos Olímpicos \| Juegos Olímpicos \| \| Año \| Lugar \| Medalla \| Clase \| \| ---------------- \| ---------------- \| ---------------- \| ---------------- \| \| 2004 \| Atenas (Grecia) \| Medalla de plata \| Star \| |                 |                  |       |
| Juegos Olímpicos |                 |                  |       |
| Año | Lugar           | Medalla          | Clase |
| 2004 | Atenas (Grecia) | Medalla de plata | Star  |